# Alexander Marx
Alexander Marx (* 29. Januar 1878 in Elberfeld (heute Stadtteil von Wuppertal); † Dezember 1953 in New York City) war ein US-amerikanischer Historiker, Judaist, Bibliograf und Bibliothekar.

## Leben
Seine Eltern waren der Kaufmann und Bankier George Marx und die Poetin Gertrud, geb. Simon (1851–1916). Sein Bruder Moses wurde Verleger und Drucker in Berlin und seine Schwester heiratete Samuel Agnon.
Von 1886 bis 1895 besuchte er in Königsberg das Kneiphöfische Stadtgymnasium. Er studierte am Rabbinerseminar zu Berlin bei Jakob Barth, Abraham Berliner und David Hoffmann, erwarb 1901 seinen Dr.phil und bildete sich weiter bei Moritz Steinschneider. 1905 heiratete er Hannah, die Tochter des Rektors David Hoffmann.
1903 wurde er von Solomon Schechter ans Jewish Theological Seminary (JTS) in New York City als Bibliothekar und Lehrer für Geschichte berufen. Er erweiterte den Buchbestand von 5000 auf 155.000 Bücher.
Zu seinem 50. Geburtstag 1928 wurde in The United synagogue Recorder eine Bibliographie seiner Werke veröffentlicht. Bis zu diesem Zeitpunkt hatte Marx 206 Veröffentlichungen vorgelegt.
Befreundet war er mit Aron Freimann.

## Veröffentlichungen (Auswahl)
- Seder 'Olam (Cap. 1–10): nach Handschriften und Druckwerken herausgegeben, übersetzt und erklärt. Itzkowski, Berlin 1903 (Königsberg, Univ., Phil. Diss., v. 15. Juni 1903).
- Some notes on the use of hebrew type in non-hebrew books, 1475–1520. In: Bibliographical essays: a tribute to Wilberforce Eames. Harvard University Press, Cambridge, Mass. 1924, S. 382–408.
- mit Max Leopold Margolis: A History of the Jewish people. Jewish Publication Society of America, Philadelphia, Pa 1927.
- mit Shraga Abramson: Tractate abodah zarah of the Babylonian Talmud. The Jewish Theological Seminary of America, New York, NY 1957.
- Studies in Jewish history and booklore. Jewish Theological Seminary of America, New York, NY 1944 (Reprint: Gregg, Farnborough [u. a.] 1969).
- Essays in Jewish biography. Jewish Publication Society of America, Philadelphia, Pa 1948.
- Bibliographical studies and notes on rare books and manuscripts in the library of the Jewish Theological Seminary of America. Jewish Theological Seminary of America and KTAV Publ. House, New York, NY 1977.

## Belege
1. ↑  Gertrud Simon Marx: Jüdische Gedichte; Jüdischer Verlag, 1919 http://storage.lib.uchicago.edu/pres/2005/pres2005-548.pdf http://storage.lib.uchicago.edu/pres/2005/pres2005-667.pdf
2. ↑  Rachel Heuberger: Aron Freimann und die Wissenschaft des Judentums; S. 117
3. ↑  Hans Morgenstern: Jüdisches biographisches Lexikon; S. 552
4. ↑  Philobiblon, Jg. 1 (1928), Heft 6, S. 205.

| Personendaten    | Personendaten                                                      |
| ---------------- | ------------------------------------------------------------------ |
| NAME             | Marx, Alexander                                                    |
| KURZBESCHREIBUNG | US-amerikanischer Historiker, Judaist, Bibliograf und Bibliothekar |
| GEBURTSDATUM     | 29. Januar 1878                                                    |
| GEBURTSORT       | Elberfeld                                                          |
| STERBEDATUM      | Dezember 1953                                                      |
| STERBEORT        | New York City                                                      |